# Modelo 77
Modelo 77 es una película española dirigida por Alberto Rodríguez y protagonizada por Miguel Herrán y Javier Gutiérrez. Su estreno fue el 23 de septiembre de 2022.

## Sinopsis
La película se traslada a la cárcel modelo de Barcelona en la Transición española (concretamente entre 1976 y 1978) para explicar la historia de Manuel Gómez, un joven contable, interpretado por Miguel Herrán, que se enfrenta a una posible pena de entre 6 y 8 años por un desfalco. Al principio, chocará con su compañero de celda, un preso veterano, llamado Pino, interpretado por Javier Gutiérrez, pero poco a poco lograrán entenderse para alcanzar una meta conjunta.
Para lograr un indulto para este castigo desproporcionado, el joven se une a un grupo de presos (Coordinadora de Presos en Lucha, COPEL) que se está organizando para exigir una amnistía (que al final sólo afectaría a los presos políticos). 
También en este largometraje se narra la fuga de 45 presos de la cárcel modelo de Barcelona, acaecida el 2 de junio de 1978.

## Producción
La película comenzó a rodarse el 2 de agosto de 2021 y se extendió hasta el mes de octubre de 2021. El rodaje tuvo lugar en ubicaciones de la ciudad de Sevilla, en una fábrica de artillería abandonada y en la cárcel modelo de Barcelona, clausurada en 2017. Producida por Atípica Films y Movistar +.

## Reparto
- Miguel Herrán como Manuel Gómez[8]
- Javier Gutiérrez  como Pino
- Fernando Tejero  como El Marbella
- Jesús Carroza como el Negro
- Marc Pujol
- Catalina Sopelana como Lucía
- Xavi Sáez  como Boni
- Alfonso Lara como El Demócrata
- Polo Camino  como Rubí
- Víctor Castilla como Rompetechos
- Iñigo Aranburu como Andrés
- Javier Lago como Domingo
- Edgar Prates como Horóscopo
- Iñigo de la Iglesia como Agustín
- Javier Beltrán  como Arnau Solsona
- Daniel Mantero como Médico de El Dueso
- José Onrubia como Enfermero de El Dueso
- José Gabriel Campos como Funcionario Secuestrado
- Alejandro Romero como el hijo de "El negro"

## Premios y nominaciones
78.ª edición de las Medallas del Círculo de Escritores Cinematográficos
| Categoría            | Receptor(es)                     | Resultado |
| -------------------- | -------------------------------- | --------- |
| Mejor película       | Mejor película                   | Nominada  |
| Mejor actor          | Javier Gutiérrez                 | Nominado  |
| Mejor actor          | Miguel Herrán                    | Nominado  |
| Mejor guion original | Alberto Rodríguez y Rafael Cobos | Nominados |
| Mejor fotografía     | Álex Catalán                     | Nominado  |
| Mejor montaje        | José M. G. Moyano                | Nominado  |
| Mejor música         | Julio de la Rosa                 | Nominado  |